# Ong Kham
Ong Kham (mort à Chiang Mai en 1759) de son nom complet Samdach Brhat Chao Brhat Parama Khattiya Varman Raja Sri Sadhana Kanayudha [Ong-Kham], fut roi du royaume de Luang Prabang de 1713 à 1723 puis souverain du Lan Na de 1727 à 1759.

## Roi de Luang Prabang
Ong Kham est le fils du prince Indra Kumara, de Kengtung, et de son épouse Lao, Nang Gami [Kam] ; il est dénommé prince (Brhat Chao Anga) Naksha [Ong Nok] Kumara Nawi [Khamane Nai], avant son accession au trône. En 1713 il succède à son cousin et beau-père le roi Kingkitsarath mais il est déposé en 1723 par son autre cousin, le frère de son prédécesseur, Inthason, qui s'empare de la capitale pendant qu'il est à la chasse. Désappointé par la trahison de la noblesse, il lui abandonne ses femmes et ses fils et se retire à Wat Suan Dok, où il demeure comme moine pendant plusieurs années. Il est appelé par les habitants de Chiang Mai à prendre leur tête après que qu'un certain Thepsingh ait assassiné le gouverneur birman local. La garnison birmane est chassée peu après et il fait son entrée à Chieng Mai où il est proclamé souverain du Lan Na en 1727 il y meurt en 1759.

## Union et postérité
Il épouse : 
- la princesse (Chao Fa Nying) Dhanasavuni [Taen Sao], fille aînée du roi Kingkitsarath,
- la princess (Chao Fa Nying) Dhanakama [Taen-Kham], sœur cadette de la précédente et seconde fille du roi  Kingkitsarath
- Nang Devi Puspa [Thep Boupha]
- Une anonyme à Chiang Mai en 1727.

Il laisse sept fils et cinq filles, dont de ses trois premières épouses qui deviennent les femmes d'Inthason :
- Prince (Chao Fa Mom) Nawi [Mom Nai].
- Prince (Chao Fa) Jayasena [Saïa-Sane] rebelle en 1740, il est exécuté à Houei-Hop la même année
  - Prince (Sadu Chao Jaya) Deva [Thep]. revient de Chieng Mai à Luang Prabang.
  - Prince (Sadu Chao Jaya) Unga [Oun]. revient de Chieng Mai à Luang Prabang

de sa quatrième épouse
- Prince (Chao Fa) Chandra [Can], qui lui succède comme roi de Lan Na.
- Prince (Chao Fa) Bhatra [Phat], qui succède à son frère comme roi de Lan Na.